# Gambeta
La gambeta (Palaemon serratus) és una espècie de crustaci decàpode de l'infraordre Caridea, que es troba l'oceà Atlàntic Atlàntic, des de Dinamarca fins a Mauritània, al Mar Mediterrani i al mar Negre.
Els individus d'aquesta espècie viuen entre 3 i 5 anys en grups de fins a 40 individus en les esquerdes de les roques de fins a 40 metres de profunditat. Les femelles creixen més ràpid que els mascles, i la població és altament estacional, amb un pic pronunciat en la tardor. Són depredades per una varietat de peixos, incloent espècies de Mullidae, Moronidae, Sparidae i Batrachoididae.